# 2018年俄罗斯空军安-26运输机坠毁事故
一架俄罗斯空军安托诺夫安-26运输机于2018年3月6日在飞抵叙利亚拉塔基亚省赫梅明空军基地时坠毁，机上39名俄罗斯军人（含一名空军少将）全部丧生。这次事故是安-26运输机自2010年以来第14次有人员死亡的航空事故，也是该机型2008年以来死亡人数最多的航空事故。

## 涉事飞机
本次事故中的安-26运输机注册编号为RF-92955，制造商序列号为10107，于1980年首飞。

## 事故过程
当地时间3月6日14:00左右，安-26运输机在降落时冲出跑道约500米。据最初调查，事故的原因是机械运转失灵。俄罗斯国防部根据事发地的报告排除了该运输机被击落的可能性。尽管如此，反政府武装团体伊斯兰军宣称制造了这起事故。根据《家园报》的报道，五名武装分子在运输机离地100米左右时用重机枪对其射击。由于伊斯兰军过去曾错误地宣称制造空难，本次宣告也同样值得怀疑。
至于真正的事发原因，是运输机顺风着陆时遭遇风切变，瞬时的强风令其猛烈倾斜，疾速坠落，最终冲出跑道。